# Begonia aequatorialis
Begonia aequatorialis é uma espécie de Begonia, nativa do Equador.